# چیائو هونگ
چیائو هونگ (انگلیسی: Qiao Hong؛ زادهٔ ۲۱ نوامبر ۱۹۶۸) یک بازیکن تنیس روی میز اهل جمهوری خلق چین است. 
وی در مسابقات کشوری و بین‌المللی در مجموع برنده ۲ مدال طلا، ۱ مدال نقره، ۱ مدال برنز شده‌است.